# Михалевич Орест Аркадійович
Орест Аркадійович Михалевич (30 серпня 1939, Ізяслав — 16 березня 2021, Київ) — український еколог, зоолог, біометрик, енциклопедист, науковий редактор, активний учасник Українського теріологічного товариства, зокрема його екологічної секції.

## Біографія
Орест Михалевич народився 30 серпня 1939 року в м. Ізяслав (Хмельницька область).
Здобув математичну (Київський політехнічний інститут) і біологічну (Київський університет імені Тараса Шевченка) освіти. Захоплювався альпінізмом і гірським туризмом, пройшов складні маршрути Кавказу та Центральної Азії.
Після закінчення КНУ працював у відділі популяційної екології Інституту зоології АН України (Київ). Потім майже 5 років (бл. 1980—1985) — на кафедрі зоології хребетних КНУ. Після того повернувся до відділу популяційної екології ІЗАН, де був науковим співробітником і згодом (з 1988 р.) — керівником обчислювального центру ІЗАН (перша з ЕВМ, на якій велися розрахунки — ЦЛАМП), а згодом — комп'ютерного центру, який базувався у відділі популяційної екології ІЗАН. З досягненням пенсійного віку перейшов на роботу до Національного науково-природничого музею НАН України, де працював у відділі палеозоології (нині — відділ палеонтології). Після звільнення з академії активно працював в інтернет-мережі та в громадських організаціях екологічного профілю.

## У Київському університеті

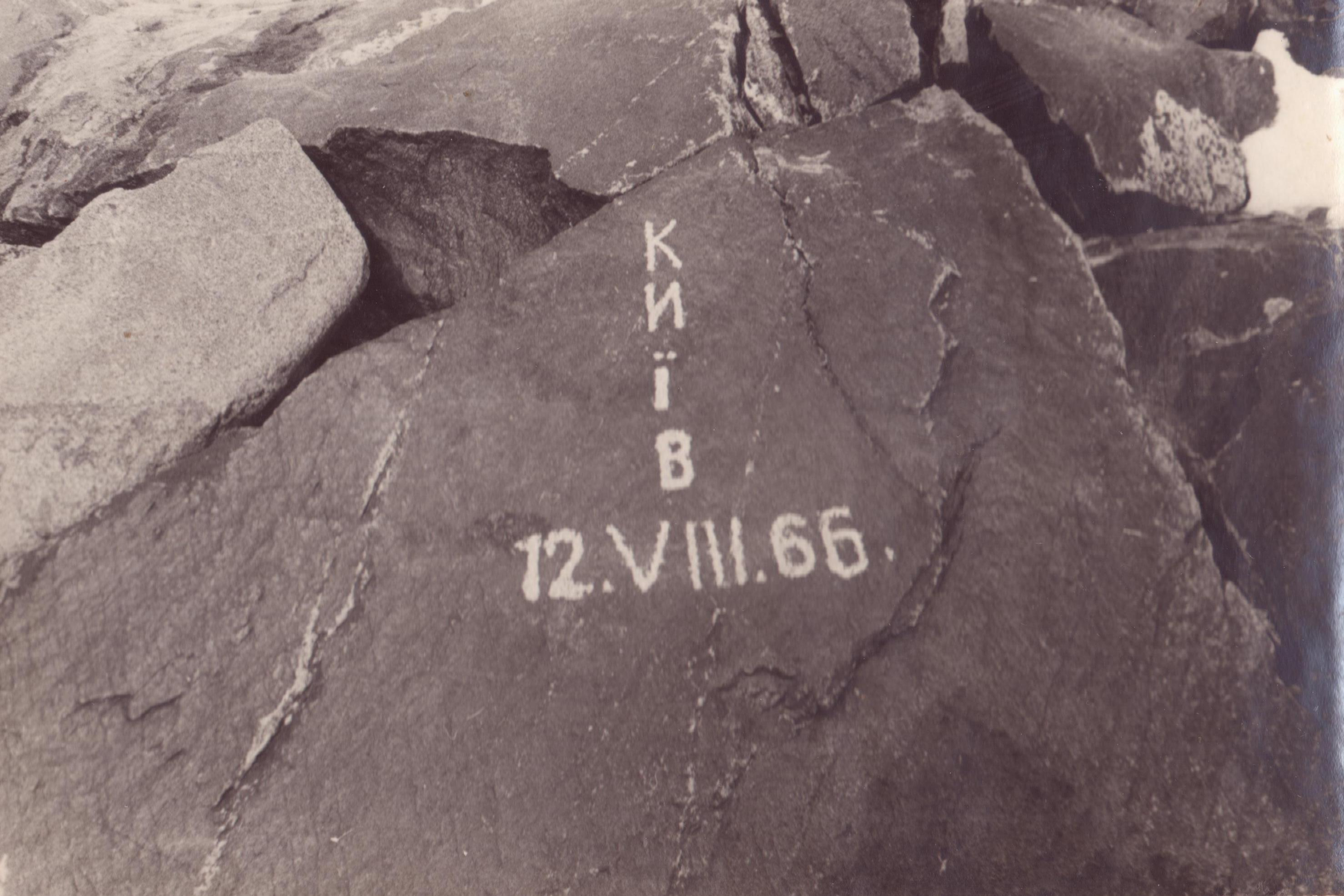
Напис українською «Київ», залишений групою Ореста Михалевича 1966 року на одному з перевалів Центрального Кавказу

Працював і викладав спецкурси на кафедрі зоології хребетних КНУ в 1980—1985 роках (можливо й раніше), польові дослідження з екології гризунів проводив у той час на базі Канівського природного заповідника. У той час активно співпрацював з відомим київським екологом Віталієм Межжеріним, опублікував з ним низку праць стосовно фундаментальних тем популяційної екології. Серед помітних доробків — закономірності популяційної динаміки модельних видів лісових і польових гризунів, розробка і аналіз показників інтенсивності розмноження гризунів, популяційні механізми регуляції чисельності гризунів тощо. Окремим визначним доробком є модель управління агроекосистемами, розроблена спільно з Віталієм Межжеріним та Іриною Важеніною.

## Інститут зоології

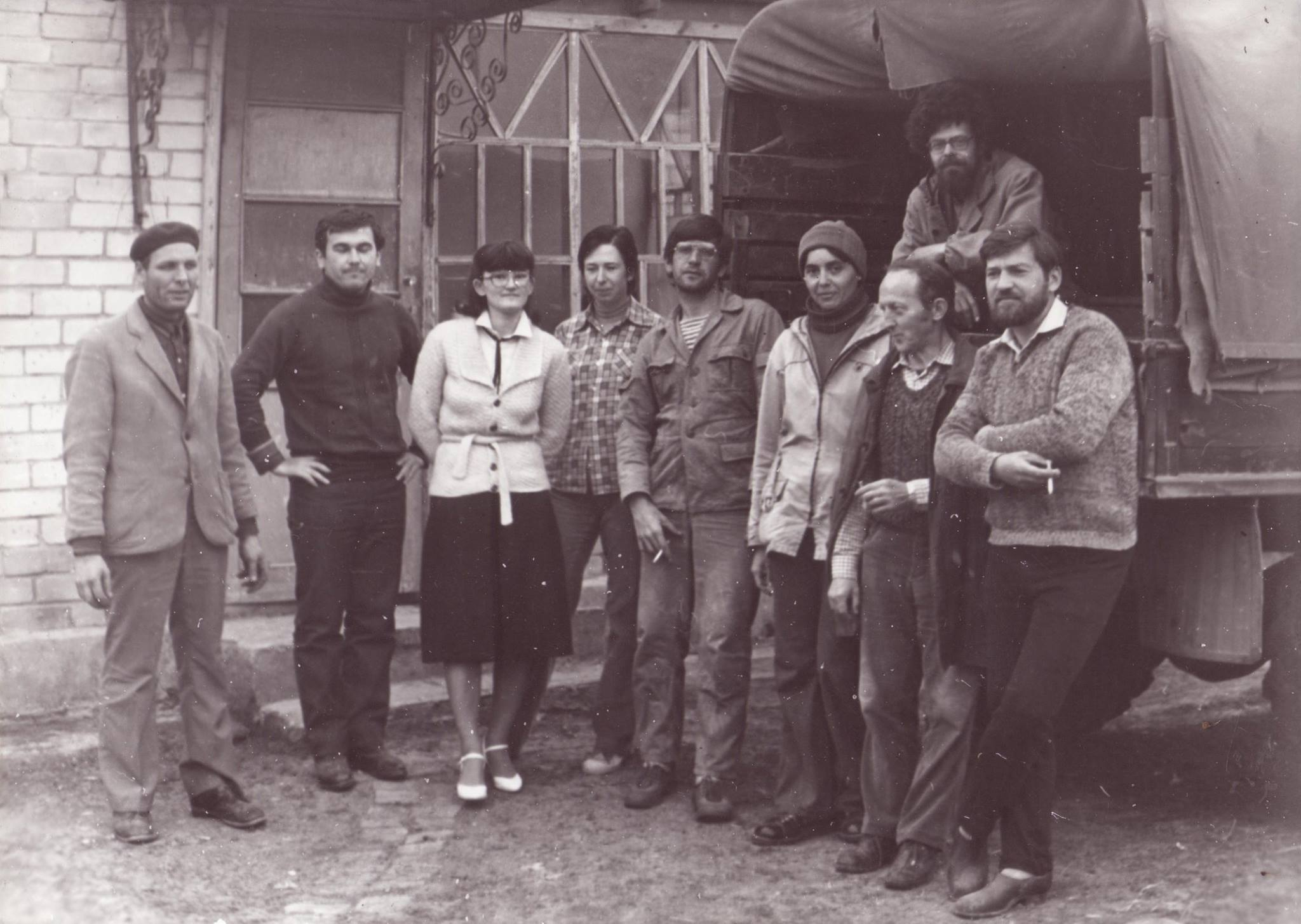
Орест Михалевич (другий справа) у складі експедиційного загону відділу екології ІЗАН, стаціонар в Асканії-Нова, 1984.

У відділі екології Інституту зоології займався плануванням та методичним забезпеченням комплексних досліджень. Маючи гарну математичну освіту і освоївши статистику, яка на той час виокремилася в окрему галузь «біометрія», та добре розуміючи, що біологічні та екологічні закономірності мають підтверджуватися статистично, Орест Аркадійович активно впроваджував статистичні методи досліджень у практику зооекологічних досліджень. З появою перших портативних ЕОМ він спільно з Леонідом Францевичем розробив програмні комплекси, які широко пропагував і щодо яких проводив методичні семінари для біологів. Згодом він став завідувачем комп'ютерного класу при Інституті зоології АН. Практично всі науковці, які працювали з ним, широко впроваджували статистичні методи в практику своїх досліджень. Опубліковано десятки праць, в яких у методичних розділах або розділах «Визнання» висловлено подяки Оресту Аркадійовичу за допомогу у плануванні досліджень та статистичній обробці їхніх результатів.

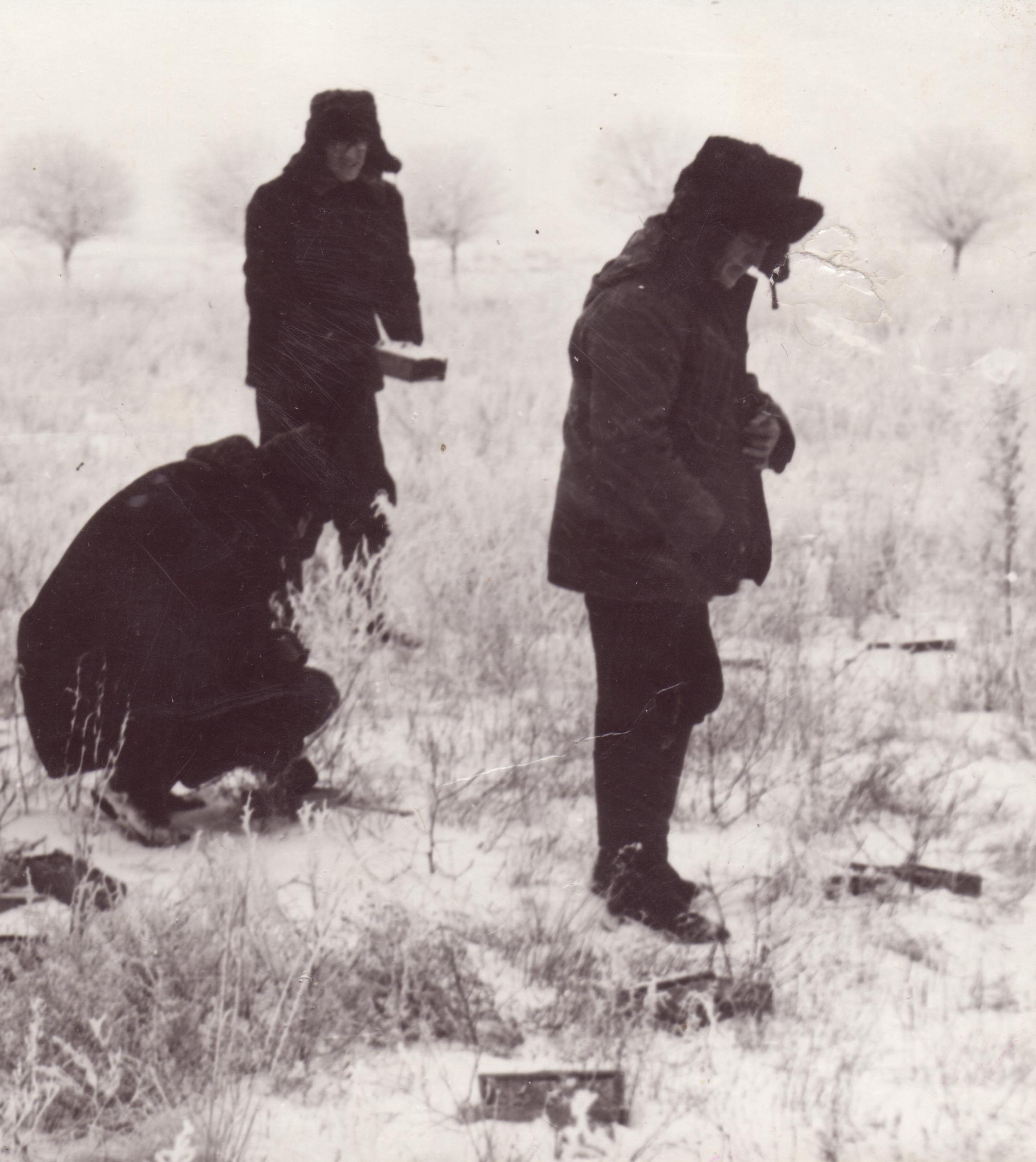
Орест Михалевич (праворуч) у складі групи з виставлення пасток на гризунів взимку 1985.

Серед важливих доробків того часу — праці про кореляційні плеяди та їх роль у вивченні мінливості краніометричних ознак, про коефіцієнт варіації та його зв'язок з розмірністю метричних ознак, про KCV (комплексний коефіцієнт варіації) як новий підхід до інтегральної оцінки організмів, оцінки точності визначення показників різноманіття (зокрема функції Шеннона-Уївера) тощо.
Важливим напрямком його роботи стали методологічні семінари, які проводилися як на базі відділу популяційної екології, так і всього ІЗАНу. На них розглядалися загальноекологічні та загальнобіологічні теми, такі як острівна біогеографія, стійкість степових екосистем, ріст і розвиток організмів, оцінки різноманіття біотичних угруповань тощо.

## ННПМ

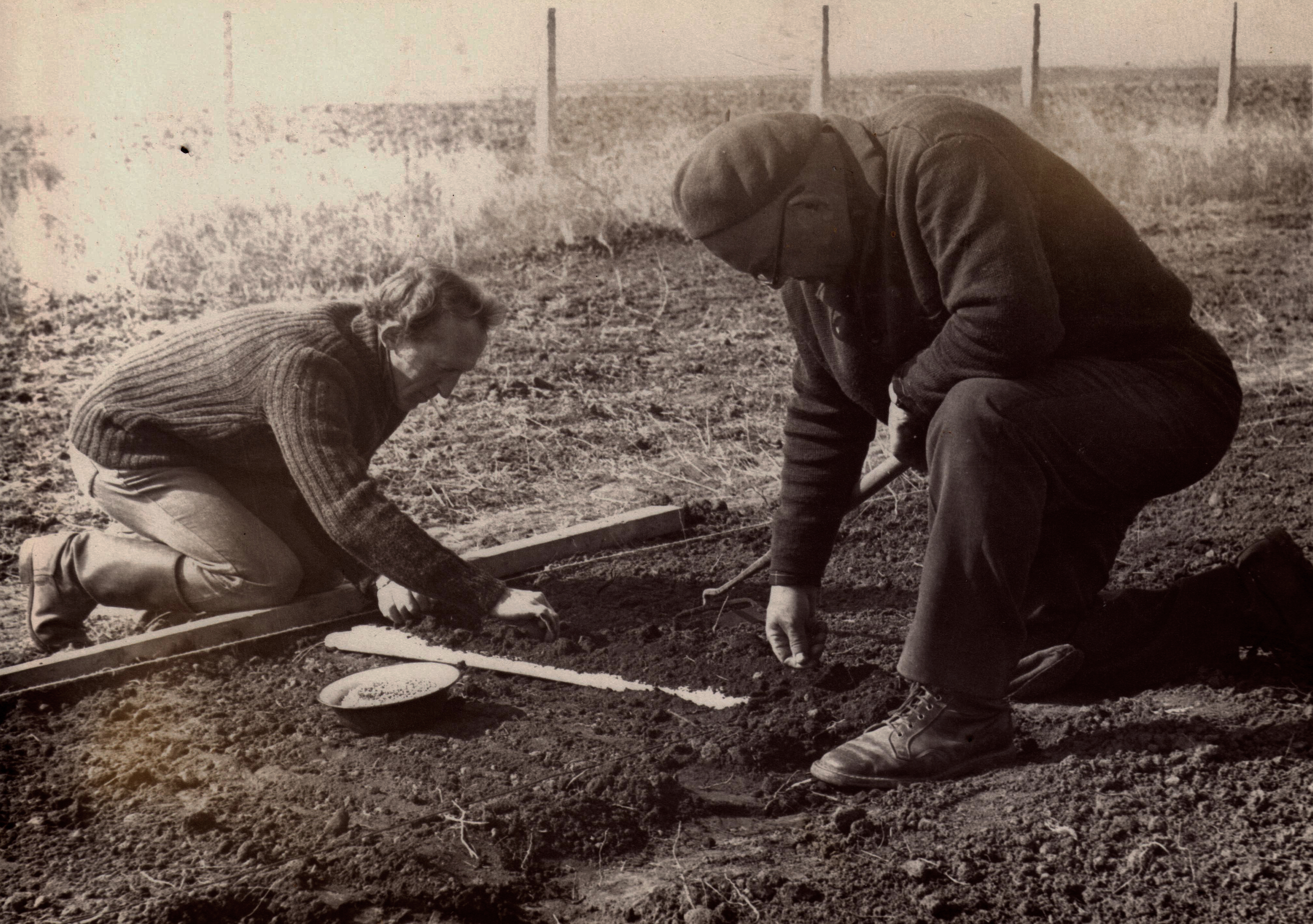
Орест Михалевич та Іван Сокур на польових дослідженнях. близько 1990 року.

У Національному науково-природничому музеї О. Михалевич працював на науковій посаді відділу палеонтології (тоді — «Палеозоологічний музей»). Одним із ключових напрямків цього періоду його діяльності стало поновлення експозиції, для чого вимагалося значне осучаснення інформації на стендах та вітринах. Таке оновлення стосувалося як наповнення, так і зовнішнього вигляду стендів і окремих інформаційних таблиць, етикеток тощо. Ця робота була зроблена як у фізичному просторі зал, так і на інтернет-ресурсах, як вебсайті музею, так і на інформаційних вебсайтах, створених Орестом Аркадійовичем на загальнодоступних ресурсах. Значну за обсягом і кількістю статей інформацію внесено також до Вікіпедії. На основі першого етапу поновлення експозиції було видано путівник «Палеонтологічний музей», підготовлений у співпраці з колегами по цьому відділу ННПМ — В. Топачевським, Ю. Семеновим та Т. Крахмальною (2004).

## Колеги та учні

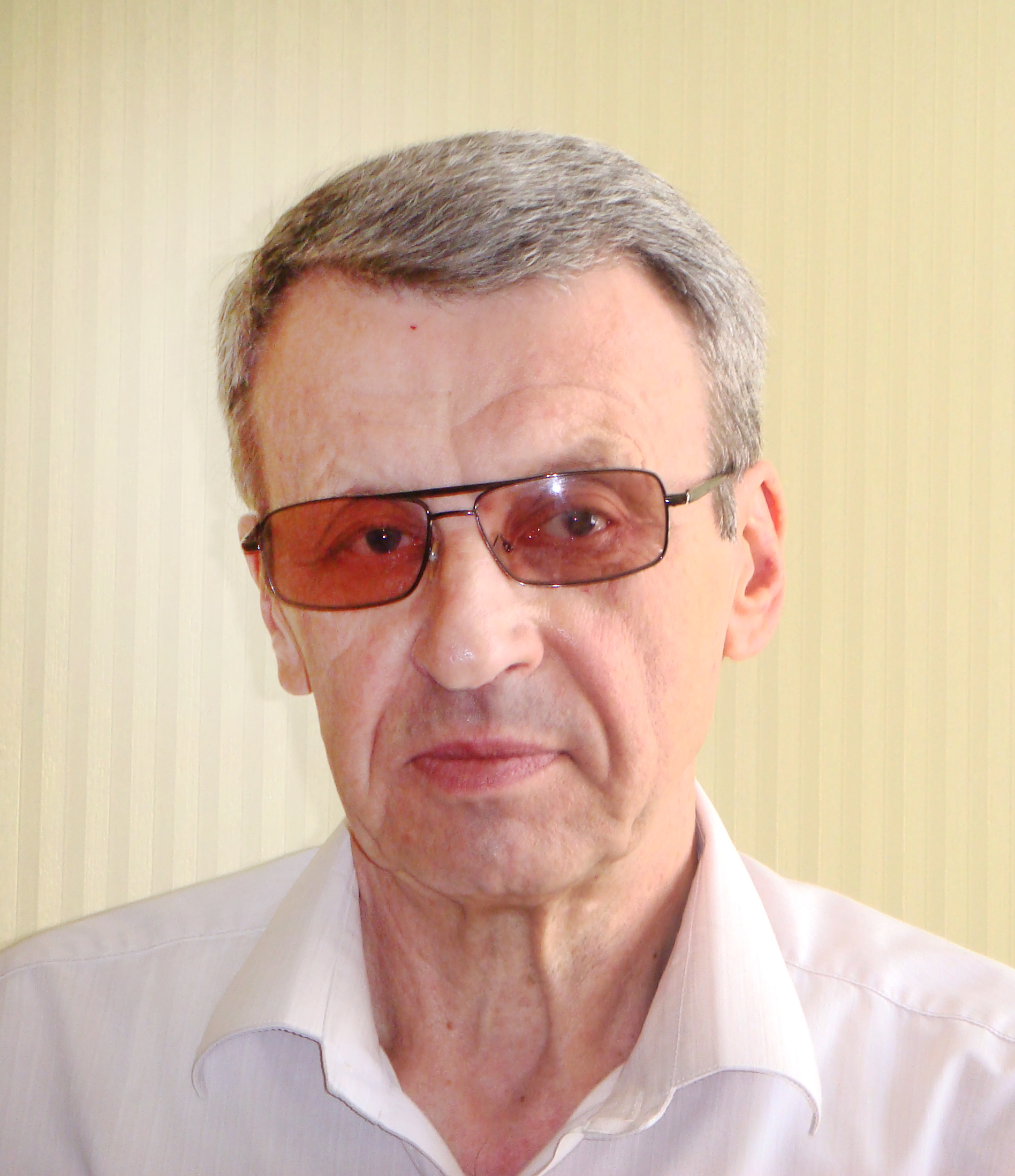
Ігор Ємельянов — колега, з яким проведено більшість досліджень, нині директор ННПМ.

Орест Аркадійович активно співпрацював і дотепер співпрацює з багатьма відомими українськими науковцями, які вивчають різні аспекти екології тварин. В цьому числі — такі дослідники, як Ігор Ємельянов (теріолог, еколог), Іван Сокур (теріолог, фауніст), Віталій Межжерін (еколог, теріолог), Леонід Смогоржевський (орнітолог), Леонід Францевич (ентомолог, системний біолог), Ігор Загороднюк (теріолог, еколог), Геннадій Фесенко (орнітолог, фенолог), Олександр Цвелих (орнітолог, фауніст), Тетяна Котенко (герпетолог) та ін. З усіма ними Орест Аркадійович проводив спільні дослідження і мав спільні наукові доповіді на провідних конференціях та публікації у провідних виданнях.

## Наукові праці

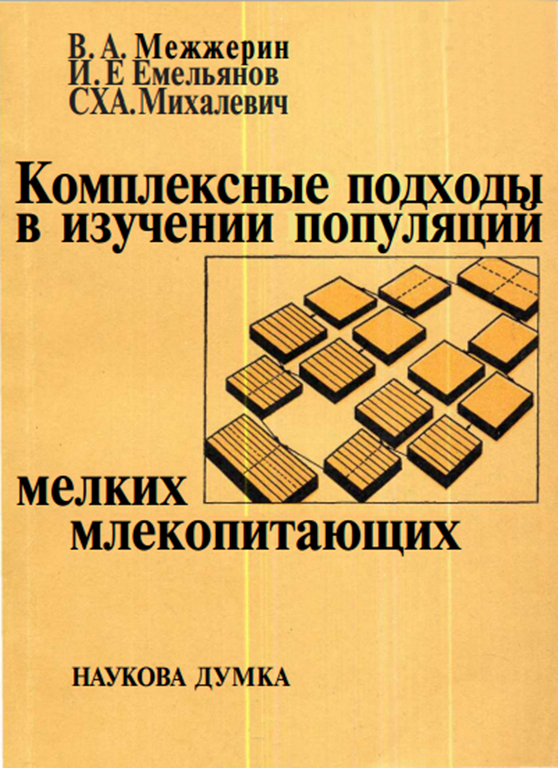
Обкладинка монографії В. Межжеріна, І. Ємельянова та О. Михалевича, 1991

Орест Аркадійович — автор понад 120 наукових праць, опублікованих у провідних наукових виданнях СРСР та України, у тому числі журналах «Вісник зоології» (Київ), «Екологія» (Свердловськ), «Зоологический журнал» (Москва), «Вісник Київського університету. Серія біологія», «Вісник Національної академії наук України». Ці праці стосуються різних аспектів розвитку зоології та екології, проте більшість їх об'єднує три ключові особливості, які дослідник послідовно впроваджував у життя: акцент за фундаментальних дослідженнях, впровадження статистичних методів аналізу даних, комплексний підхід до досліджень.
- Межжерин В. А., Емельянов И. Г., Михалевич О. А. Комплексные подходы в изучении популяций мелких млекопитающих. — Киев: Наукова думка, 1991. — 204 с.
- Михалевич, О. А., Писарева, А. М., Розора, Ж. В. Каталог коллекций зоомузея Киевского университета. 1. Млекопитающие / АН Украины, Институт зоологии им. И. И. Шмальгаузена, Украинское териологическое общество. — Киев: Ин-т зоол. АН УССР, 1993. — Препринт; № 93.7. — 36 с.
- Емельянов, И. Г.; Межжерин, В. А.; Михалевич, О. А. Методы интегральной оценки организмов // Вестник зоологии. — 1986. — № 3. — С. 46-57.
- Францевич, Л. И., Михалевич, О. А. Оценка дисперсии значений разнообразия по формуле Шеннона-Уивера // Количественные методы в экологии животных. — Ленинград: ЗИН АН СССР, 1980. — С. 140—143.
- Межжерин, В. А.; Михалевич, О. А.; Важенина, И. И. Модель управляемой агросистемы. — Київ: Київський університет, 1981. — 56 с.
- Сокур, И. Т., Михалевич, О. А. Многолетние колебания численности серых полевок и ее регуляция в агроценозах Украины // Народнохозяйственное значение грызунов на Украине. — Киев: Ин-т зоол. АН УССР, 1990. — Препринт; № 90.19. — С. 3–43.
- Фесенко, Г. В.; Михалевич, О. А.; Кныш, Н. П. Соответствуют ли сроки весеннего прилета птиц сезонному развитию экосистем? // Вестник зоологии. — 1996. — № 4-5. — С. 36-45.
- Котенко, Т. И.; Михалевич, О. А.; Мищенко, Ю. В. Современное состояние наземных экосистем Равнинного Крыма и перспективы их охраны. — Оптимізація природно заповідного фонду України. К.: Ін т зоології НАН України, 1994. — С. 59-73.

## Редакторська робота

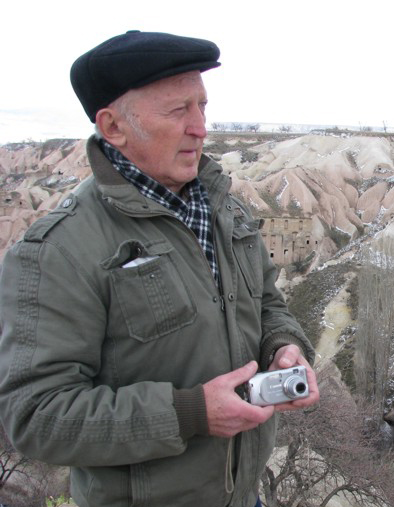
Орест Михалевич у подорожі до Каппадокії в березні 2009 р.

Орест Аркадійович як людина з енциклопедичними знаннями та гарними організаційними здібностями неодноразово виступав у ролі наукового редактора та упорядника низки наукових та методичних видань. У 1980—2000 роках він був надзвичайно активним референтом ВІНІТІ у розділі «Реферативний журнал Біологія» (РЖБ), де він розділи «екологія», «загальна біологія» та «зоологія». Вільно володіючи знаннями низки європейських мов, у тому числі англійської та практично всіх слов'янських, він готував щороку сотні рефератів наукових статей, які читав в оригіналі і знання про які поширював у тогочасному єдиному «вікні» в наукових світ заходу — через РЖБ.
Оскільки в радянські часи існували суттєві обмеження щодо друку наукових праць (тільки наперед сплановані і такі, що пройшли «Главліт»), існувала значна проблема у виданні матеріалів конференцій, особливо республіканських (зокрема й українських), проте на початку 1980-х років виникло особливе «вікно» — дозвіл на видання праць у формі депонованих рукописів, а згодом, коли з'явилася множильна техніка, і препринтів.
Орест Аркадійович як активний член Українського теріологічного товариства, УТТ (на той час — Українського відділення Всесоюзного теріологічного товариства АН СРСР), став одним із організаторів (спільно з І. Ємельяновим, С. Золотухіною та І. Загороднюком) низки конференцій екологічної секції, у тому числі «Динаміка популяцій ссавців» (Київ, Інститут зоології, 1990) та «Різноманіття ссавців в екосистемах» (Київ, Інститут зоології, 1992). За підсумками цих та інших конференцій ним було впорядковано і видано понад 30 препринтів теріологічного циклу загальним обсягом понад 1000 сторінок. Всі вони були впорядковані, відредаговані і заверстані О. А. Михалевичем. У огляді історії видань Українського теріологічного товариства (див. бібліографію) ім'я цього науковця і редактора-упорядника згадано 16 разів.